# ناچو فرانکو
ناچو فرانکو (انگلیسی: Nacho Franco؛ زادهٔ ۱ اوت ۱۹۸۱) بازیکن فوتبال اهل اسپانیا است.
از باشگاه‌هایی که در آن بازی کرده‌است می‌توان به باشگاه فوتبال اوئسکا، باشگاه فوتبال سلتاویگو، و باشگاه فوتبال رئال ساراگوسا اشاره کرد.